# Сан-Мауро-Маркезато
Сан-Мауро-Маркезато (італ. San Mauro Marchesato, сиц. Santu Màuru) — муніципалітет в Італії, у регіоні Калабрія,  провінція Кротоне.
Сан-Мауро-Маркезато розташований на відстані близько 490 км на південний схід від Рима, 36 км на північний схід від Катандзаро, 18 км на захід від Кротоне.
Населення — 2180 осіб (2014).
Покровитель — Maria SS. del Soccorso.

## Демографія
Населення за роками:

Станом на 1 січня 2023 року в муніципалітеті офіційно проживало 66 іноземців з 12 країн, серед них 39 громадян країн Євросоюзу.

## Сусідні муніципалітети
- Кутро
- Роккабернарда
- Санта-Северина
- Скандале